# Matt Cutts

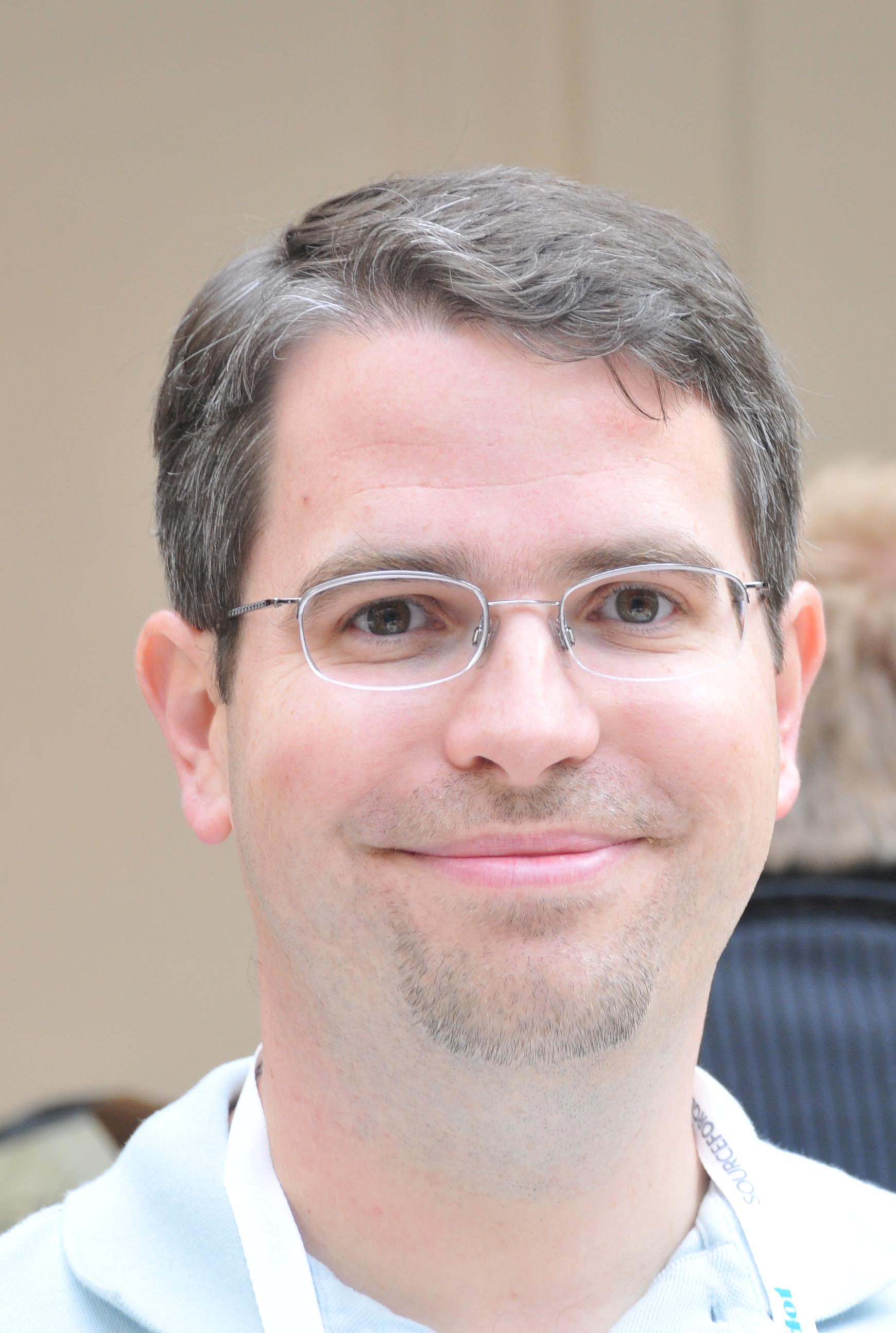
Matt Cutts (2008)

Matt Cutts (* 1972 oder 1973) ist ein US-amerikanischer Softwareentwickler und Leiter des United States Digital Services. Er war Chef des Web-Spam-Teams bei Google und Entwickler des SafeSearch/Google’s family-Filters.
Cutts studierte an der University of Kentucky sowie an der University of North Carolina at Chapel Hill.
Im Januar 2000 fing er als Softwareentwickler bei Google zu arbeiten an, schrieb die erste Version des SafeSearch-Filters und wurde Chefentwickler im Web-Spam-Team.